# قاي إي. كيلي
قاي إي. كيلي (بالإنجليزية: Guy E. Kelly) هو سياسي أمريكي، ولد في 23 مايو 1876 في مينيسوتا في الولايات المتحدة، وتوفي في 28 يوليو 1940 في تاكوما في الولايات المتحدة. حزبياً، نشط في الحزب الجمهوري. وقد انتخب عضو مجلس نواب واشنطن.